# Rhodopina similis
Rhodopina similis är en skalbaggsart som först beskrevs av Stefan von Breuning 1940.  Rhodopina similis ingår i släktet Rhodopina och familjen långhorningar. Inga underarter finns listade i Catalogue of Life.